# Antikhallarna
Antikhallarna (LITERALMENTE Galeria de Antiguidades) é a maior galeria comercial de antiguidades da Escandinávia, situada no centro da cidade sueca de Gotemburgo, onde são vendidas antiguidades, como móveis e porcelanas, e ainda objetos de coleção, tais como selos e moedas, além de variadas obras de arte.
Localizada na rua Västra Hamngatan, e instalada num palácio bancário do século XIX, dispõe de 11 lojas e um café, distribuídos por 2 andares e oferecendo dezenas de milhares de objetos.